# 郑衍芬
郑衍芬（1893年12月1日—1979年2月9日），号涵清，男，浙江慈溪人，中国物理学家、教育家，重庆大学、四川大学教授，九三学社中央委员会委员。